# Lil' Kim: Countdown to Lockdown
Lil' Kim: Countdown to Lockdown es un programa de telerrealidad estadounidense, el cual fue estrenado por primera vez el 9 de marzo de 2006 en la cadena BET. El show de seis episodios siguió los últimos 14 días de libertad de Lil' Kim antes de ingresar al Centro de Detención Federal en Filadelfia, Pensilvania, para una sentencia de 366 días.
La serie jamás se lanzó como un DVD oficial. De todas formas se lanzó en la plataforma de iTunes a finales de 2006 pero por extraña razón fue bajado de la plataforma.

## Producción y transmisión
El título original de la serie era ''Lil' Kim Goes to the Big House'' y fue producido por Queen Bee Productions y Tracey Edmonds de Edmonds Entertainment. El programa fue filmado en septiembre de 2005. Edmonds declaró en el Daily Variety que varias redes han expresado interés. BET eligió la serie y volvió a titular el programa como "Countdown To Lockdown".
Casi seis meses después del encarcelamiento de Lil' Kim, el show se estrenó en BET el 9 de marzo de 2006 y, en ese momento, fue el debut de la serie más vista en los 25 años de historia de la cadena BET con aproximadamente 1.9 millones de espectadores en todo el país. También fue la serie original de cable mejor valorada entre los espectadores negros ese año. El rodaje de la segunda serie comenzó poco después de que Lil' Kim saliera de prisión, pero por razones desconocidas, el proyecto fue cancelado.

## Promoción
El 8 de marzo del 2006, un día antes del estreno todo el cast (a excepción de Lil' Kim) apareció en el The Tyra Banks Show y hablaron del show antes del estreno público en BET.

## Episodios[6]
El reality show transmitido por la cadena BET ''Lil' Kim Countdown to Lockdown'' contó con seis capítulos
1. ''Lighters Up'' - transmitido el 9 de marzo de 2006
2. ''Moe & La La'' - transmitido el 16 de marzo de 2006
3. ''Video Re-Shoot Drama'' - transmitido el 30 de marzo de 2006
4. ''Fashion Week'' - transmitido el 6 de abril de 2006
5. "Murphy's Law" - transmitido el 13 de abril de 2006
6. "Farewell" - transmitido el 20 de abril de 2006

## Reparto
- Lil' Kim - La protagonista
- Hillary Weston - La mánager
- Kirk Fraser - El director de vídeo
- Nate Bassett - El asistente personal de Lil' Kim
- Latisha 'Lala' Crosby - La prima y asistente de Lil' Kim
- Gene Nelson - De Queen Bee Records
- L. Londell McMillan - Abogado de Lil' Kim
- Tracy Nguyen - El publicista de Lil' Kim